# Jamie Webb
Jamie Webb (né le 1er juin 1994) est un athlète britannique, spécialiste du 800 m.

## Carrière
il est professeur de chimie à la Harris Academy South Norwood.

## Palmarès
| Date | Compétition                       | Lieu      | Résultat | Épreuve | Temps         |
| ---- | --------------------------------- | --------- | -------- | ------- | ------------- |
| 2019 | Championnats d'Europe en salle    | Glasgow   | 2e       | 800 m   | 1 min 47 s 13 |
| 2019 | Championnats d'Europe par équipes | Bydgoszcz | 2e       | 800 m   | 1 min 47 s 25 |
| 2021 | Championnats d'Europe en salle    | Toruń     | 3e       | 800 m   | 1 min 46 s 95 |

## Records
| Épreuve    | Épreuve   | Temps         | Lieu     | Date        |
| ---------- | --------- | ------------- | -------- | ----------- |
| 800 mètres | Plein air | 1 min 45 s 73 | Oordegem | 2 juin 2018 |
| 800 mètres | En salle  | 1 min 47 s 13 | Glasgow  | 3 mars 2019 |